# Кармело Антъни
Кармело Киам Антъни (на английски: Carmelo Kyam Anthony) е бивш американски професионален баскетболен играч, играл за Денвър Нъгетс, Ню Йорк Никс, Оклахома Сити Тъндър, Хюстън Рокетс, Портланд Трейл Блейзърс и Лос Анджелис Лейкърс. Играе 19 сезона в националната баскетболна асоциация на САЩ и Канада NBA и е избиран 10 пъти за NBA All-Star мача на звездите и 6 пъти за All-NBA Team. Играе колежански баскетбол за Сиракуза Ориндж, печелейки националния шампионат като новобранец през 2003 година, като е избран за най-изключителен играч на турнира на NCAA. През 2021 година е включен от журналисти в списъка на най-добрите 75 играчи за 75-ата годишнина на NBA. Считан е за един от най-добрите реализатори в историята на NBA. Въпреки изключителната си кариера той така и не успява да спечели титлата в националната баскетболна асоциация.
След един сезон в Сиракуза Кармело Антъни влиза през 2003 година в драфта на Национална баскетболна асоциацияNBA и бива избран трети поред от отбора на Денвър НъгетсДенвър Нъгетс. Докато играе за Денвър Нъгетс, Кармело извежда отбора до плейофите всяка година от 2004 до 2010. Отборът му печели титлата на дивизията два пъти през този период. През 2009 година Антъни извежда Нъгетс до първия техен финал на конференцията от 1985 година насам. През 2011 година отива в Ню Йорк Никс дни преди последния ден за трансфери.
Антъни е един от шестте баскетболисти в историята на НБА, които са записали поне 24 000 точки, 6000 борби, 2500 асистенции, 1000 откраднати топки и 1000 тройки.
Кармело Антъни е записал рекордните 4 участия с олимпийския баскетболен отбор на САЩ, като е спечелил бронзов медал от Летните олимпийски игри в Атина през 2004 година и 3 златни медала от Летните олимпийски игри през 2008, 2012 и 2016 година в Пекин, Лондон и Рио де Жанейро. До април 2016 година той е най-резултатният играч в историята на мъжкия олимпийски баскетболен отбор на САЩ и е начело на класацията за най-много борби и най-много изиграни срещи с екипа на САЩ. В момента е на десето място в класацията на Национална баскетболна асоциацияNBA за реализатори за кариера.

## Кариера
През 2003 е изтеглен под номер 3 в драфта от Денвър Нъгетс. Още в шестия си мач на професионално ниво отбелязва 30 точки, ставайки най-младият играч с такова постижение. На 9 февруари 2004 Мело става най-младият баскетболист с 1000 точки в НБА. На 30 март вкарва 41 точки на Сиатъл Суперсоникс, ставайки новобранеца отбелязал най-много точки в един мач за Денвър. Печели 6 пъти наградата „Новобранец на месеца“ и попада в идеалния отбор на новобранците в НБА. В дебютния си сезон в асоциацията Мело вкарва средно по 21 точки на мач.